# Myrmelachista mayri
Myrmelachista mayri är en myrart som beskrevs av Auguste-Henri Forel 1886. Myrmelachista mayri ingår i släktet Myrmelachista och familjen myror. Inga underarter finns listade i Catalogue of Life.